# 大潟区

上越市の地域自治区。当区は北東部に位置する。

平野の広がる区内では稲作が盛ん。

大潟区（おおがたく）は、新潟県上越市北東部に位置する地域自治区。全域が旧中頸城郡大潟町にあたり、同町の上越市への合併とともに2005年1月1日に設けられた。

## 地理
- 湖沼 : 朝日池、鵜ノ池、天ヶ池、中谷内池、蜘ヶ池、御手洗池

## 産業
帝国石油による純国産石油のみ精製する製油所がある。

## 教育
- 上越市立大潟町小学校
- 上越市立大潟町中学校

「体操のまち」として知られ、区内に立地する上越市立上越体操場ジムリーナ、大潟体操アリーナといった体操関連の施設は全国の学校や団体から合宿や大会等で利用されている。

## 交通

### 鉄道路線
- 東日本旅客鉄道信越本線
  - 犀潟駅 - 土底浜駅 - 潟町駅
- 北越急行ほくほく線
  - 犀潟駅

### バス

#### 高速バス
北陸自動車道潟町BSから県内線と東京線が利用可能。

#### 路線バス
- 頸城自動車 - 幹線路線「上越大通り線」のほか、「浜線」が走っており相互に乗り換えが可能[1]。
- 頸北観光バス

### 道路
- 高速道路
  - 区内にあるインターチェンジ：大潟PAスマートIC（ETC専用）
- 一般国道
  - 国道8号
- 都道府県道
  - 新潟県道30号新井柿崎線
  - 新潟県道77号上越頸城大潟線
  - 新潟県道78号大潟高柳線
  - 新潟県道120号潟町停車場線
  - 新潟県道129号犀潟柿崎線
  - 新潟県道253号浦川原犀潟停車場線
  - 新潟県道258号長坂潟町停車場線
  - 新潟県道468号大潟上越線

## 名所・旧跡・観光スポット・祭事・催事

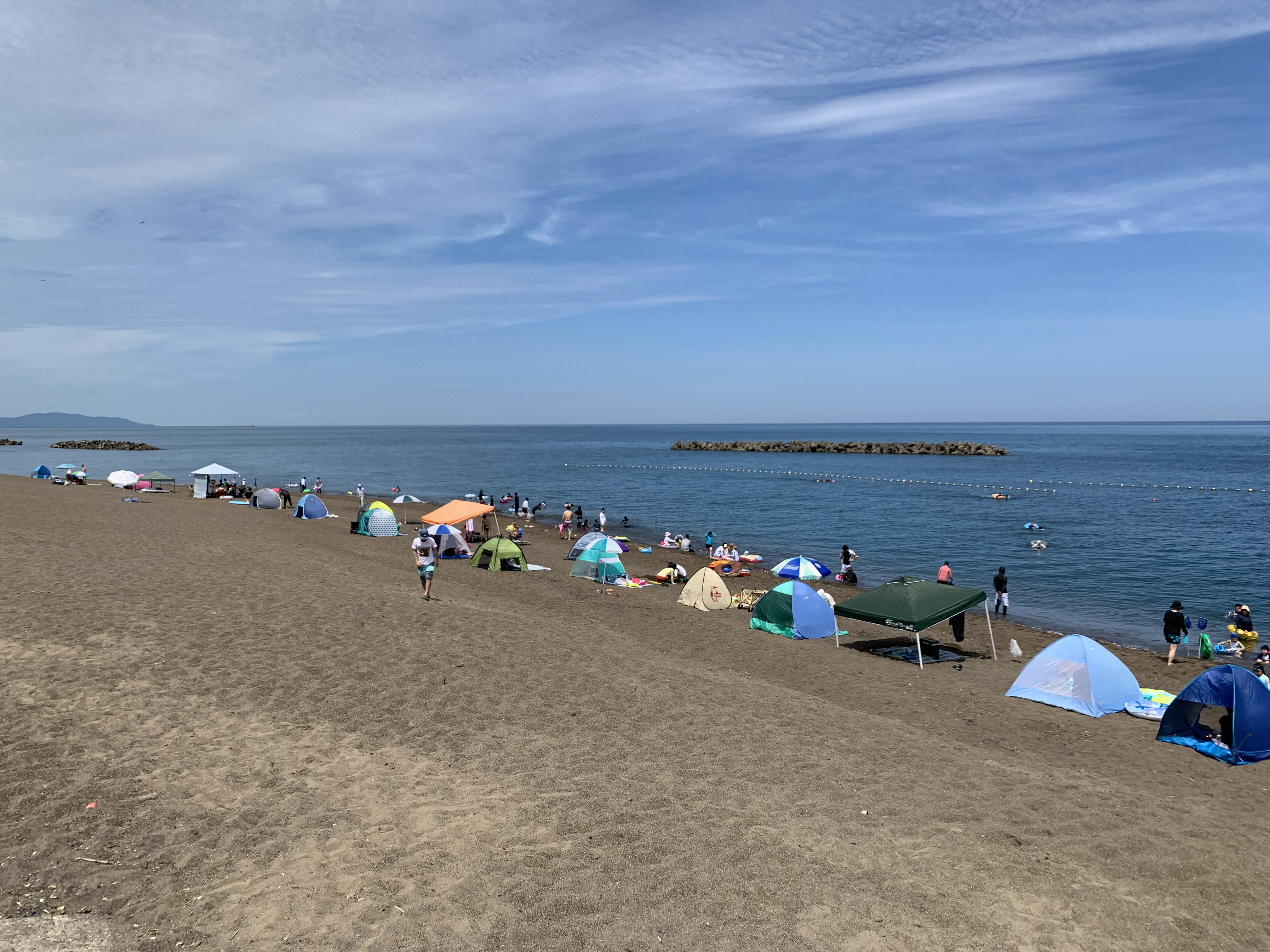
鵜の浜海水浴場

- 鵜の浜海水浴場
- 鵜の浜温泉
- 大潟キャンプ場
- 鵜の浜人魚館
- 大潟かっぱ祭り
- 大潟水と森公園

## 出身有名人
- 小山作之助（作曲家）
- 藤縄清治（県議会議長）